# کریس هیوز
کریس هیوز (انگلیسی: Chris Hughes؛ زادهٔ ۲۶ نوامبر ۱۹۸۳) یک کارآفرین اهل ایالات متحده آمریکا است. هیوز از بنیانگذاران فیس بوک است. . و با شان الدریج ازدواج کرده‌است.